# Boyeria
Boyeria és un gènere d'odonats anisòpters de la família Aeshnidae. Als Països Catalans només és present Boyeria irene.
El nom Boyeria commemora l'entomòleg francès Etienne Laurent Joseph Hippolyte Boyer de Fonscolombe.

## Hàbitat
Aquestes libèl·lules es troben generalment en els rius i corrents forestals.

## Llista d'espècies
El gènere comprèn 8 espècies:
- Boyeria cretensis (Peters, 1991)
- Boyeria grafiana (Williamson, 1907)
- Boyeria irene (Fonscolombe, 1838)
- Boyeria jamjari (Jung, 2011)
- Boyeria karubei (Yokoi, 2002)
- Boyeria maclachlani (Selys, 1883)
- Boyeria sinensis (Asahina, 1978)
- Boyeria vinosa (Say, 1839)